# فرانز شوبرت
فرانز بيتر شوبرت (بالألمانية: Franz Peter Schubert)؛ 31 يناير 1797 - 19 نوفمبر 1828) مؤلف موسيقي نمساوي. رغم رحيله المبكر في سن الحادية والثلاثين، قام بتأليف أكثر من 1000 مقطوعة موسيقية. يعتبر الكثيرون بعض أعماله من أفضل المقطوعات في تاريخ الموسيقى، وتعرف مؤلفاته لاحتوائها على ألحان مميزة. الكثير من الملحنون عاشوا وعملوا في فيينا، أمثال جوزيف هايدن، وفولفغانغ أماديوس موتسارت، ولودفيج فان بيتهوفن، ولكن شوبرت كان الوحيد من بينهم الذي ولد في تلك المدينة. ويمكن عدّه من آخر الموسيقيين الكلاسيكيين، ومن أوائل مؤلفي الموسيقى الرومانسية.
شوبرت ولد قرب فيينا في 31 كانون الثاني 1797 من أب مورافي وهي منطقة تقع في شرق جمهورية التشيك الحالية، وأمه تنحدر من سيليزيا؛ منطقة في بولندا الحالية. في عمر 5 سنوات بدأ التعلّم على يد والده، وفي السنة التالية دخل المدرسة التي يعلم بها والده، وفي نفس العمر بدأ والده تعليمه الكمان كما تلقى دروساً في البيانو على يد أخيه اكناز.
في عام 1814 عُين أبوه كمدرس في إحدى المدارس، ثم التقى ثيريس كروب ابنة صانع حرير، كتب حينها الكثير من أغانيه لتغنيها بصوتها، أراد حينها أن يتزوّجها منها لكن القوانين المتشددة في ذلك الوقت ووجوب إثبات القدرة على تأسيس أسرة حالت دون ذلك.

## مقدمة
ضمن الموسيقيين الفطريين العظماء في الموسيقى؛ كان فرانز شوبرت بطرق كثيرة أكثر مؤلف مميز من بينهم، وفي سياق المقارنة مع موتسارت ومندلسون وروسيني، يعتبر شوبرت أقلهم تدريبا، وفي الوقت الذي نضج في نفس السن الصغيرة مثلهم، إلا أنه كان الأكثر ابتكارا وحقق أقل نجاحا جمهورياً بالمقارنة معهم، ومات في أقلهم سنا في عمر 31. ولو كان موتسارت توفي في ذلك العمر لما كنا حصلنا على دون جيوفاني والناي السحري والسيمفونية في مقام صول صغير.
قضى شوبرت معظم وقته يجلس ببساطة ويكتب. قال «أعمل كل صباح. وحين أنتهي من مقطوعة أبدأ بأخرى». كان ينهي أحياناً عدة أغاني في يوم واحد. بدا وكأنه يعيش عن طريق الموسيقى وكأنها خبزه. لم يتزوج قط.
في سنواته التعيسة الأخيرة شارك رأيه بالعيش، وذهب إلى أن العيش عبء ويسره التخلص منه. في الوقت الذي كانت فيه الموسيقى تتفجر كالينابيع منه سابقاً، وفي السنوات الأخيرة لم يكن يكتب الموسيقى بل كان يفضل عزفها أو الاستماع إليها، وكان يقضي وقته بصحبة الأصدقاء، والشُرب، كانت حياته الحقيقية على الورق، الذي كتبه منذ بداياته، كتب وكأنّه عرف أنه لم يتبق له سوى القليل من الأيام في الحياة.

## حياته

### الأيام الأولى والتعليم

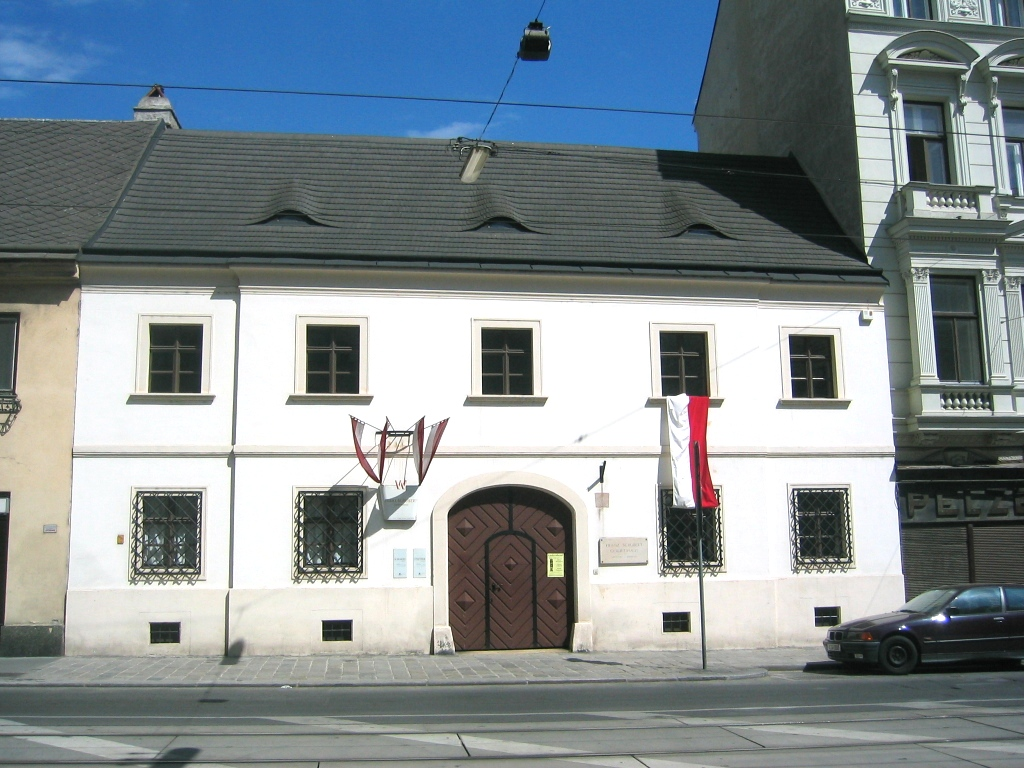
المنزل الذي ولد ولد فيه فرانز شوبرت، اليوم اسمه "ناسدورفر ستارس 54” في المنطقة التاسعة من فيينا

ولد باسم فرانز بيتر شوبرت في لختنتال، التي كانت وقتها ضاحية في فيينا في 31 يناير 1797، المؤلف الفيناوي العظيم الوحيد الذي ولد بالفعل في فيينا. والده فرانز تيودور كان مدرسا وموسيقيا هاويا، وتوقع أن يحمل أولاده الثلاثة ذات الموهبة.
في نحو الثامنة بدأ فرانز الشاب في تلقي الدروس في الكمان من والده، والبيانو من أخيه الأكبر إجناتز. وسرعان ما علمه فرانز إجناتز كل ما يمكنه أن يعلمه إياه، وبالمثل عندما تلقى بعض الدروس مع قائد جوقة محلي قال عنه القائد المسن في الجوقة: «عندما كنت أرغب أبداً في تعليمه أي شيء جديد، كنت أجده يعرفه بالفعل». في مدرسة الإبرشية الإمبريالية حيث أصبح شوبرت منشد صبي في الجوقة وطالب سنة 1808، رفع مدرسه أخيراً يديه عالياً: «لا يمكنني أن أدرسه أي شيء! يبدو وكأنه تعلم كل هذا من الله نفسه».
أخيرا درس شوبرت مع شخص ما يمكن أن يعلمه الكتابة للأصوات – لم يكن أحد سوى أنطونيو سالييري المؤلف الموسيقي والمدرس الذي علم بيتهوفن ضمن الكثير من الآخرين، الآن كان سنه كبير ومكانه مشرف رغم استمرار الشائعات أنه سمم موتسارت. عدا ذلك غنى شوبرت في جوقة الأبرشية، وعزف الكمان في الأوركسترا ومند نحو 1811 حين كان عمره 14 سنة بدأ كتابة مقطوعاته صغيرة، لم يكن حينها ممكناً توفير ورق للموسيقى بسبب الفقر، وبجهد كان عليه أن يرسم خطوط النوتة بنفسه. حينها سمعه أحد أصدقائه الأقرب في المدرسة جوزيف فون سبون، وبدأ بعدها في تزويده بورق النوت الموسيقية المطبوعة. كانت هذه المبادرة وكأنها كل ما احتاجه الصبي شوبرت لفتح أبواب الموهبة. كان سبون يسارع الزمن بتأمين الورق الكافي لشوبرت نظراً لغزارة كتابته واستهلاكه. حين كان عمره 16 كتب سيمفونية قداس العالم التالي، تم عزف مقطوعاته في المدرسة والكنيسة وفي الحفلات الموسيقية للأسرة في المنزل. امتثل فرانز سنة 1813 لرغبة والده حيث ترك مدرسة الإبرشية وبدأ التدرّب على مهنة التدريس.

### مدرس في مدرسة والده
من سنة 1814 إلى 1817 عمل في مدرسة والده حيث قضى معظم الوقت في التأليف على مكتبه وكان يجلد أي ولد يقاطعه. (دون معرفة السبب، أوصى به الناظر «لطريقة معاملته للشباب»). كان أثناء التدريس في سن 17 أن كتب شوبرت أول روائعه وهي أغنية تعرف باسم «جرتشن على المغزل». أخذت من فاوست لغوته، هي منولوج لفتاة بريئة وهي تجلس على المغزل تعلن حبها لرجل دنيوي أغراها وتاثرت حتى أعماق روحاها لكن بالكاد تفهم ماذا تشعر، معاملة شوبرت لامراهق لهذه الكلمات العاطفية مذهلة في كل الأبعاد ليس اقله في شعوره الناضج بالإحساس وراء الكلمات. يتميز اللحن بكثافة وهو يتجول بالقلق من مقام لآخر، وملحوظ بالمثل مصاحبة البيانو وهو نسق متدفق يعبر عن صوت المغزل والعواطف المتدفقة للفتاة – بهذا العمل الصغير الفريد – كان ممتازا وحكيما يسبق سنه وشديد في الاهمية – بدأ شوبرت مرحلة النضج كمؤلف كما افتتح تقليد امتد لهذا القرن بالأغنية الرفيعة الرومانسية الألمانية التي نعرف باسم الليد.
كتب المؤلفون الموسيقيون أغاني كهذه من قبل لكن أغاني بيتهوفن وهايدن والآخرين ضعيفة بالمقارنة باغاني شوبرت. كان يصل بالأغاني للصوت والبيانو لأعلى مستوى فني حيث يملأها بثراء لحني غير مسبوق وقوة درامية واختراق نفسي. بالنسبة للكلمات سوف يتجه إلى بعض أفضل الشعراء الألمان – غوته وشيلر وهاينه – وبعض الأسوأ منهم مولر الذي قصائده حولها شوبرت لمجموعات رائعة للأغاني هي الطحانة الحسناء وأغاني الشتاء.
سنة 1815 كان شوبرت ما زال يعمل مدرسا فكتب سيمفونية ثانية و144 أغنية احيانا 6 أو أكثر في اليوم. ضمنهم كان ملك الغاب وهي أغنية لجوتة عن والد يركب خلال عاصفة مع ابنه الذي يتم القبض عليه وقتله خلال الملك الشبح للجن الصغير قام شوبرت بتحويل العشر لكنتاتا صولو صغيرة تنتقل بعبقريته بين الرواي الذي يلهث والرعب المتصاعد للطفل والأب المشوش والصوت المغري للملك الجان. أثناء هذا مصاحبة البيانو مليئة بأصوات حوافر الخيل التي تدق الأرض والرياح الدائرة. ملك الغاب حققت النجاح الجماهيري الأول لشوبرت. لكن ما زالت هذه اللحظات الاستثناء في إنتاجه. سنة 1814 نفس العام الذي كتب به «جريتشن على المغزل» كتب أول عمله المسرحي «قصر السعادة الخاص بالشيطان». أكثر من 12 اوبرا ومسرحية غنائية تلت على مدى العشر سنوات التالية، التي وصلت لألف صفحة وسط إنتاجه الغزير من موسيقى الحجرة والسيمفونيات والموسيقى الكنسية والأغاني الرفيعة. فقط عدة أوبرات من هذه كانت تعرض في حياته دون أن تحقق نجاحا ولم يدخل أي منها في برامج الحفلات المعتادة. الكثير منها لم يقدر كما يستحق من البداية بسبب ضعف الليبريتو وهي محاكاة ضعيفة للناي السحري ضمنها. رغم أنه لحن الكلمات تقريبا كل يوم يبدو أن شوبرت افتقر إلى الحكم الادبي. كان مقتنعا بأن الأوبرا أفضل أمل لديه لجذب الانتباه سعى لها بهوس. السخرية العظيمة في مشواره الفني كانت بعض المواهب الطبيعية الرائعة في التاريخ قضى معظم حياته القصيرة يبذل الجهد في نوع لم يكن يملك له موهبة بشكل خاص.

### مساعدة الأصدقاء
بعد ثلاثة أعوام من الجهود المخلصة للتدريس كما رغب والده ترك شوبرت الوظيفة الوحيدة المنتظمة التي عملها أبدا واتخذ أسلوب حياة اكمله لباقي حياته. في الغالب عاش مع اصدقائه وغالبا اعالوه ماديا. كان محظوظا في أصدقائه، رغم أن القليل منهم كان يمتلك مالا كثيرا، رغم أن القليل منهم كان يمتلك مالا كثيرا كلهم كان لديهم القليل ليعولوه به. بوق لآخر عاش هو ودائرته الحياة البوهيمي الكلاسيكية القديمة على حافة التضور جوعا، العمل في عدة فنون والبحث عن جمهور وملازمة المقاهي وحدائق البيرة في فيينا.
ظل شوبرت مركز هذه الدائرة، الشخص المدلل للمجموعة. معظم أصدقاؤه كان أعقد منه بعضهم موهوب والبعض ليس موهوبا. تضمنوا صديقه القديم سبون وآخرون من أيام المدرسة، المؤلف المتأمل والرقيب الحكومي يوهان مايرهوفر واحد من العديد الذين قدموا الكلمات لشوبرت الموسيقي أنسليم هوتنبرينر وأخوه جوزيف وزير في الحكومة الثري والمنحل فرانز فون شوبر وهو شاعر متوسط المستوى كاتب بعض أبرع أغاني الليد التي كتبها شوبرت والمزود الأساسي لمنزله وربما للنساء، الرسام موريتز فون شفيند الذي أصبح رساما شهيرا، والمغنى بارون فون شونشتاين آخر الامر كان مؤدي هام لأغاني شوبرت. المجموعة أطلقت على نفسها اسم مجموعة شوبرت وكانت امسياتهم تعرف باسم شوبرتياد. في هذه التجمعات استمعوا لأحدث أعمال المؤلف وكان الشعراء يتلون القصائد ويحتفلون بالحياة والفن والحب. كل واحد منهم كان يسهم في الحفلات. الرسام فون شفيند وفنانون آخرون في الدائرة تركوا رسومات ولوحات زيتية لهذه التجمعات حيث تظهر شخصية شوبرت وهو يرتدي النظارات ويعزف على البيانو.
كان محل مركزي غير متوقع للتجميع المتغير للبوهيميين. حتى معجبوه اعترفوا أن شوبرت يبدو غير جذاب فكان قصيرا شاحبا مستدير الكتفين غالبا ثيابه رث يناسب الشخص الحبيس في الغرفة يؤلف على ضوء الشموع. تعثر وأسقط الأشياء والتردد فوق ملامحه غير المميزة نظارة عدستها صغيرة بشكل البيضة كان خجولا ولا يستطيع التعبير عن نفسه معظم الوقت، ما زال يمكنه عمل مقالب طفولية كما يظهر من عرضه الشهير لأغنية ملك الغاب على المشط وورق المناديل. بعد يوم قضاه في التأليف كان يمكنه لو كان معه المال الذهاب للأوبرا أو حضور مسرحية مع الأصدقاء. عدا ذلك كان يقضي الليلة بالأسلوب الفيناوي: حيث يذهب لأحد المقاهي لساعات يدخن الغليون ويشرب القهوة وكم مناسب من الخمر. أحيانا كان يجلس على بيانو المقهى يعزف الرقصات ساعة بعد ساعة. تذكر أنسلم هوتنبرونر «حين يلمع فيه دماء الخمر كان يذهب لركن هادئ ليهذي وهو مرتاح. قد يدمر طاغية مبتسم كئوس مثلا أو طبق أو كوب – كان يجلس هناك ويبتسم ويغلق جفونه».
كان شوبرت يؤلف الموسيقى في أي مكان أحيانا مع صديق في نفس الغرفة يكتب الشعر أو الموسيقى. كان يكتب بسرعة لكن غالبا يراجع عدة مسودات قبل أن يرضى عن كل مقطوعة. لا شيء يوقف الكتابة التي لا تتوقف من قلمه. إذا تحدث إليه قد يجب بسرعة ونفاذ صبر «مرحبا كيف الامور؟ حسنا» ويواصل الكتابة. سبون الذي كان حاضرا أثناء بعض هذه الفترات الإبداعية تذكر: «لا أحد يمكنه أن يراه صباح أحد الأيام منهمك في التأليف عينيه تلمعان وحتى حديثة تغير مثل السائر أثناء النوم لن ينسى الانطباع».

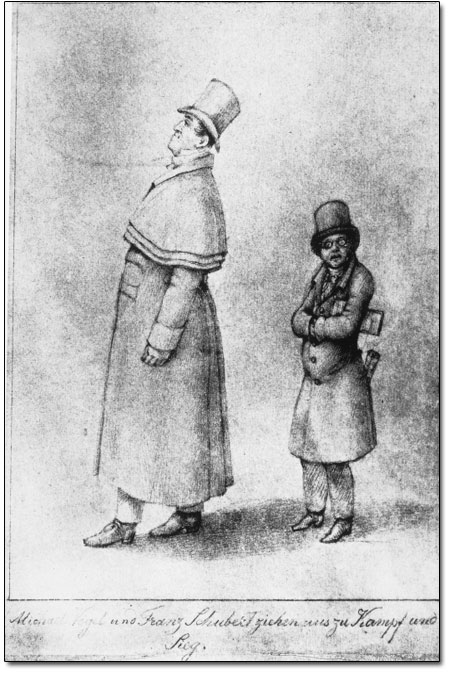
فوجل وشوبرت

بالتالي أصدقاؤه المخلصون والرائعون أبقوه على قيد الحياة وقادرا على العمل. في المقابل أعطاهم اللمحة الأولى من روائعه التي لا تحصى ووهبهم نفسه. بعد جنازته كتب شفيند: «شوبرت قد مات ومعه ذهب كل ما كان ألمع وأجمل شيء في حياتنا». حتى نهاية حياتهم الكثير من مجموعة أصدقاء شوبرت قالوا أن سنواتهم في صحبة هذا الرجل القصير كانت الأسعد أيام رأوها في حياتتهم لكن هذه الصحبة والعمل وسط أصدقاءه لم توكل له تكليف بكتابة أعمال كبيرة. لم يكن شوبرت بلا موهبة فقط لم يكن يملك المهارة في تحقيقها – أو أدنى كفاءة في التجارة أو الميزانية. سبيله الأساسي للبحث عن النجاح كان في كتابة أوبرا تلو الأخرى دون أن يحالفها الحظ. لكن دائرة اصدقاءه ومعجبيه اتسعت بانتظام وبدأت قصص عن حفلات شوبرت تثير فضول الفيناويين.
أول بداية له في السمعة الجماهيرية جاءت سنة 1817 حين أقنع صديقه شوبر الباريتون يوهان مايكل فوجل بأن يأتي ويجرب بعض الأغاني: كان رجلا ضخما اقترب من نهاية مشواره الفني الأوبرالي الشهير، جاء فوجل رغما عنه وهو يهمهم بعدة اغاني اثناء عزف شوبرت لها وعلق: «ليس سيئ». كما غادر مع بعض المسودات في يده، ربت على كتف شوبرت وقال «لديك الموهبة» سرعان ما أصبح فوجل صديق ومحسن لشوبرت دائما احتاج كلا الامرين وعدة مرات في العقد التالي سافرا معا وهما يعزفان للجماهير أينما ذهبا.

### النضج الموسيقي
تحسنت الامور تدريجيا. بدأ فوجل والاخرون الغناء «ملك المراعي» امام الجمهور في حفل فوجل في فيينا سنة 1821 استقبلت الاغنية هتاف شديد. ذلك العام بتمويل بعض اصدقاء شوبرت شهدت نشر ديابيلي كعمل مصنف 1 تلاها في الحال مصنف 2 «جرتشن على المغزل». لابد أن يدابيللي ذهل لايجاد هذه الاغني تبيع عدة نسخ. بدأ الناشر يشتري اغاني من شوبرت باسعر ذهيدة جدا بنفس سرعة كتابة شوبرت لها. طبع عدة ناشرين كم كبير من أعمال شوبرت الكثيرة في نهاية حياته القصيرة وحققت مبيعات مرتفعة. استغرق الامر سنوات في أي حال للحاق بانتاجه السريع في هذا الوقت ظهر مصنف رقم 1.
في سن 24 كتب أكثر من ليد من كل الأنواع المشكلة لم تكن أن العالم أهمل شوبرت لكنه عادة قبل أي سعر عرضه الناشرون وما عرضوه كان مخجلا. لاحقا حين كانت سمعته جيدة باع شوبرت بعض «أغاني الشتاء» العظيمة لمقابل 20 سنت في المقطوعة الواحدة.
لماذا لم تصعد النجمة أسرع؟ كما لاحظنا لا فكرة لدينا كيف يروج لنفسه. أسوأ لم يكن عازف بارع. مثل معظم المؤلفين الذين يريدون قهر فيينا جذب موتسارت وبيتهوفن الانتباه كعازفين صولو، لكن أفضل حال عازف مصاحب لأغانيه التي ألفهم لا يمكن أن يتبع شوبرت هذا المسار لمشوار فني. لأسباب مماثلة لا توجد كونشرتات في إنتاجه. خجله وسط الأغراب ونظراته غير المبهرة لم تساعد أيضا. مع ذلك في كل عمل ينشره زاد جمهوره والموسيقيون عرفوه واحترموه. رغم أن شوبرت قد يكون التقى ببيتهوفن المقيم في البلدة فقط مرتين المرة الثانية في زيارة حزينة لبيتهوفن على فراش موت اسمه يظهر سابقا في دفاتير الحديث لبيتهوفن المسن الأصم. لم تكن حادثة أن اختار شوبرت حمل المشعلة في موكب جنازة بيتهوفن سنة 1827 وقتها الكثير فهموا أن شوبرت أكثر رجل يحتمل أن ينفذ المشعل حسب التقليد الفيناوي.

### سنواته الأخيرة وأعماله الرائعة
سنة 1823 أحضر لعزا ومأساة. مع العضوية المشرفة في الجمعية الموسيقية لغراتس وعد شوبرت بكتابة سيمفونية بامتنان لذلك الشرف غير المهم نوعا ما. بدأ عمل في مقام سي الصغير كان ابتعاد غير عادي عن سيمفونياته السابقة الهادئة نوعا ما لموتسارت: كانت حركة أولى كئيبة مع همسات غامضة والحان مشتاقة وانفجار عاطفي شديد وحركة ثانية عذبة. ثم لم يأتي شيء إلا اسكتش للبيانو لاسكرتزو مع عدة مازورات موزعة. الحركتان الكاملتان لم يعرضا أبدا ولم يصلا لجراز كانا بالكاد معروفين بدلا من ذلك سمح صديقه أنسليم هونبريينر لهم بأن تلقى في الدرج لنحو 40 سنة. سبب استمرارا السيمفونية دون إكمالها لغز، لما جلس أنسلم عليها، عرف مدى جودتها فأعد توزيع البيانو لنفسه أمر آخر. عرض أخيرا لأول مرة في فيينا سنن 1865 لتصفيق رائع وسرعان ما عرفت للعالم باسم السيمفونية التي لم تكتمل.
في صفتها المشتاقة المزيج من الجمال والمعاناة كانت أول سيمفونية رومانسية حقيقية وصارت أحد أشهر الأعمال الأوركسترالية التي كتبت من قبل. أيضا يبدو تاكيد لأكثر كلمات معبرة ذكرها شوبرت عن نفسه: «كلما حاولت أن اغني عن الحب تحول للألم. ومرة أخرى حين حاولت الغناء عن الألم تحول إلى الحب». كما ذكر كاتب سير شوبرت جورج آر ميريك، الجواب على سبب استمرار «السيمفونية التي لم تكتمل» ظلت بتلك الطريقة قد تكون أبسط مما تبدو. قد يكون شوبرت شتت بأخبار أنه قدر له أنه يسير في طريق طويل وحشي للموت.

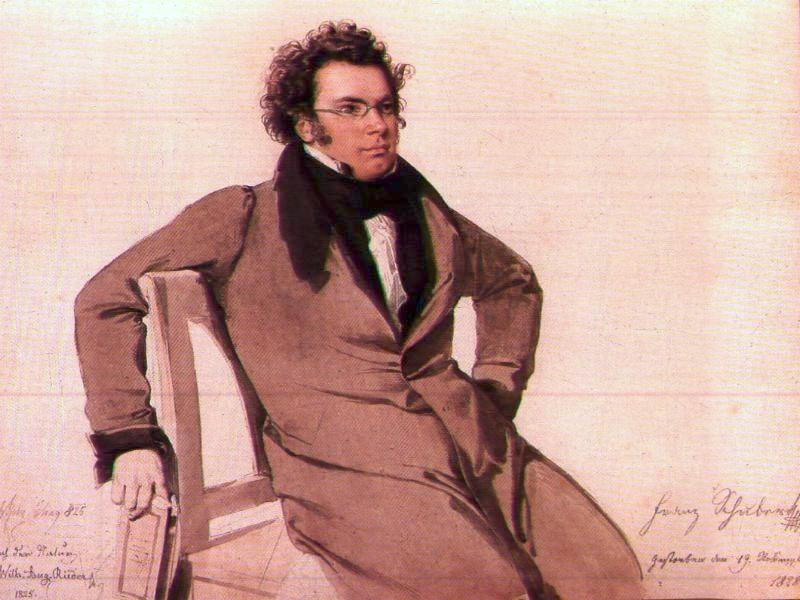
شوبرت سنة 1825 (لوحة بالألوان المائية رسمها فلهلم أوجست ريدر)

العمل في سيمفونية من مقام سي الصغير قرب نهاية 1823 شوبرت أصابه الصداع وآلام الظهر. واصل العمل بجهد لكن ليس في السيمفونية مع ازدياد سوء الأعراض وأخيرا استشار طبيب على الأرجح جعل التشخيص في الحال: تقريبا بشكل مؤكد كان الزهري مرض العصر. على الأرجح انتقل لشوبرت من نفس المصدر كالملايين في القرن التاسع عشر من بينهم هاينه ونيتشه وسميتانا وشومان – من بائعة هوى. فيينا في 1820 كان بها نحو 10 آلاف بائعة هوي يقمن في المدينة ولم تخضع إحداهن للفحص من قِبل السلطات في مكتب الصحة.
بالكاد أي شيء معروف عن علاقات شوبرت مع النساء. تحدث عن حب من طرف واحد في شبابه، مثله لم يوجد قط ثانية. كانت هذه تريز جروب، مطربة متواضعة لكن جيدة كتب من أجلها بعض أغانيه الأولى واخيراً تزوجت من خباز. في 1818 و1824 عاش شوبرت في قصر كونت مجري ودرس لابنتيه هناك توجد تلميحات لشغفة بإحدى البنات أو قصة رومانسية مع خادمة في الغرف لكن لا شيء حاسم. لمح بعض الاصدقاء أن راعيه شوبر الذي كان يملك شخصية شيطانية قد يكون عرف شوبرت على الجانب الأكثر ظلاماً من الليل. مرة أخرى لا يوجد دليل حاسم. المعروف أن بائعات الهوى كنّ عزاء معظم الرجال الفيناويين الشباب الذين افتروا إلى السبيل أو الرغبة للزواج، ما من سبب لأن يكون شوبرت استثناء.
الزهري مرض مراوغ يعبث بضحاياه. في أوقات في السنوات الأخيرة شعر شوبرت أنه في صحة جيدة لكن إذن الأعراض خاصة نوبات الصداع الشديدة ستندلع ثانية. هذه العملية دامت خلال الخمس سنوات الأخيرة من حياته. في الحال بعد الاندلاع الأول للمرض كتب لأحد أصدقائه: «أشعر بنفسي أني أتعس كائن وأكثره دمارا في العالم. تصور رجلاً لن تتحسن صحته أبدا مرة أخرى ومن في يأس تامٍ، هذا ما يزيد الأمور سوءاً أكثر فأكثر، تصور رجلاً أقول الذي زوت المع اماله التي لم تكون فرحة الحب والصداقة لها شيء تقدمه سوى الام في أفضل الحالات، حماسه.. لكل ما هو جميل يهدد التنازل واسألك اليس شخصا تعسا غير سعيد؟ كل ليلة عندما آوي للفراش آمل ألا أصحو ثانية وكل صباح أتذكر حزن الامس».

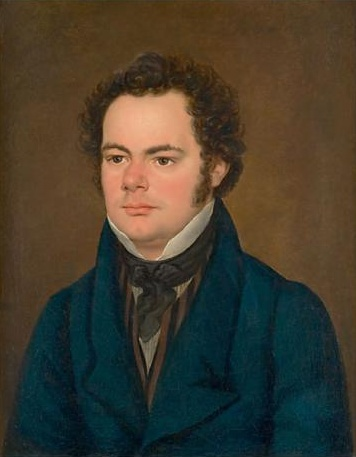
شوبرت سنة 1827 (لوحة زيتية، لأنطون ديبولي)

مع ذلك اثناء هذه السنوات اليائسة الف شوبرت دون تراخي، عمله يتطور بانتظام في البراعة والإلهام. من تلك الفترة جاءت مجموعة الأغاني الرائعة «الطحانة الحسناء» و«أغاني الشتاء» والعديد من أغاني الليد والرباعيات الوترية وثلاثيات البيانو وفي عامه الاخير، السيمفونية في مقام دو الكبير آخر ثلاثة سوناتات للبيانو والرباعية الوترية التي لا تضاهى في مقام دو الكبير.
في 26 مارس 1827 بعد عام حمل مشعلاً إلى قبر بيتهوفن، المؤيدون قدموا حفلاً شاملاً لشوبرت في قاعة ميوزيكفرين في فيينا. القاعة مكتملة. استجابوا بحماس هائل لتقديم فوجل للاغاني، الرباعية الوترية وثلاثية البيانو وكورس للرجال. يوجد تكرار تلو الآخر للاغاني: النص اخيرا بالتاكيد الأولى من كثير. بدأت الخطط لحفل آخر. لكني لا يوجد وقت لذلك.

### المرض الأخير والوفاة

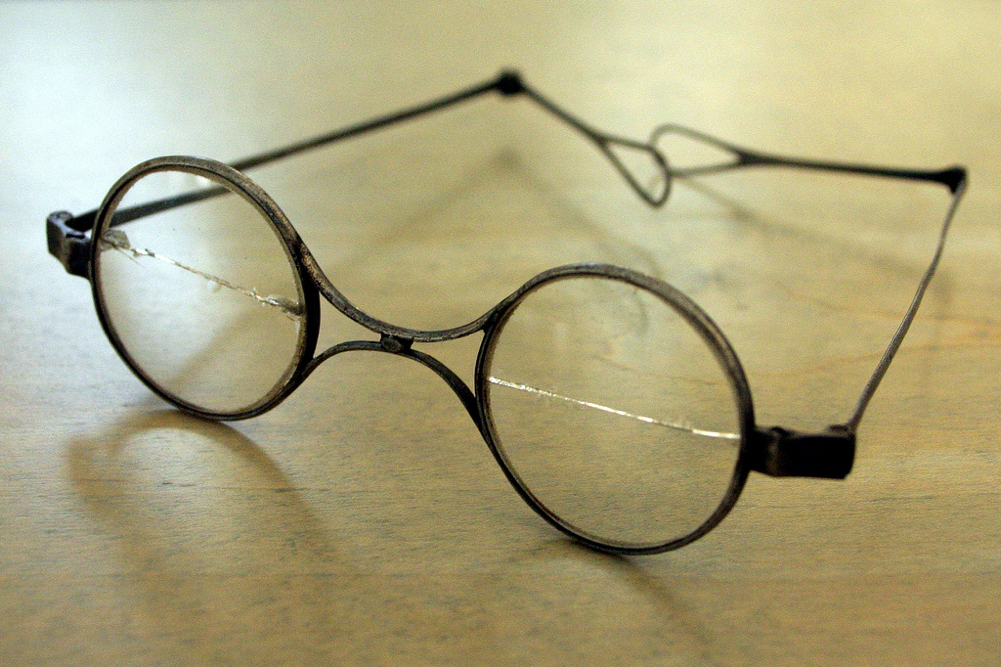
نظارات شوبرت

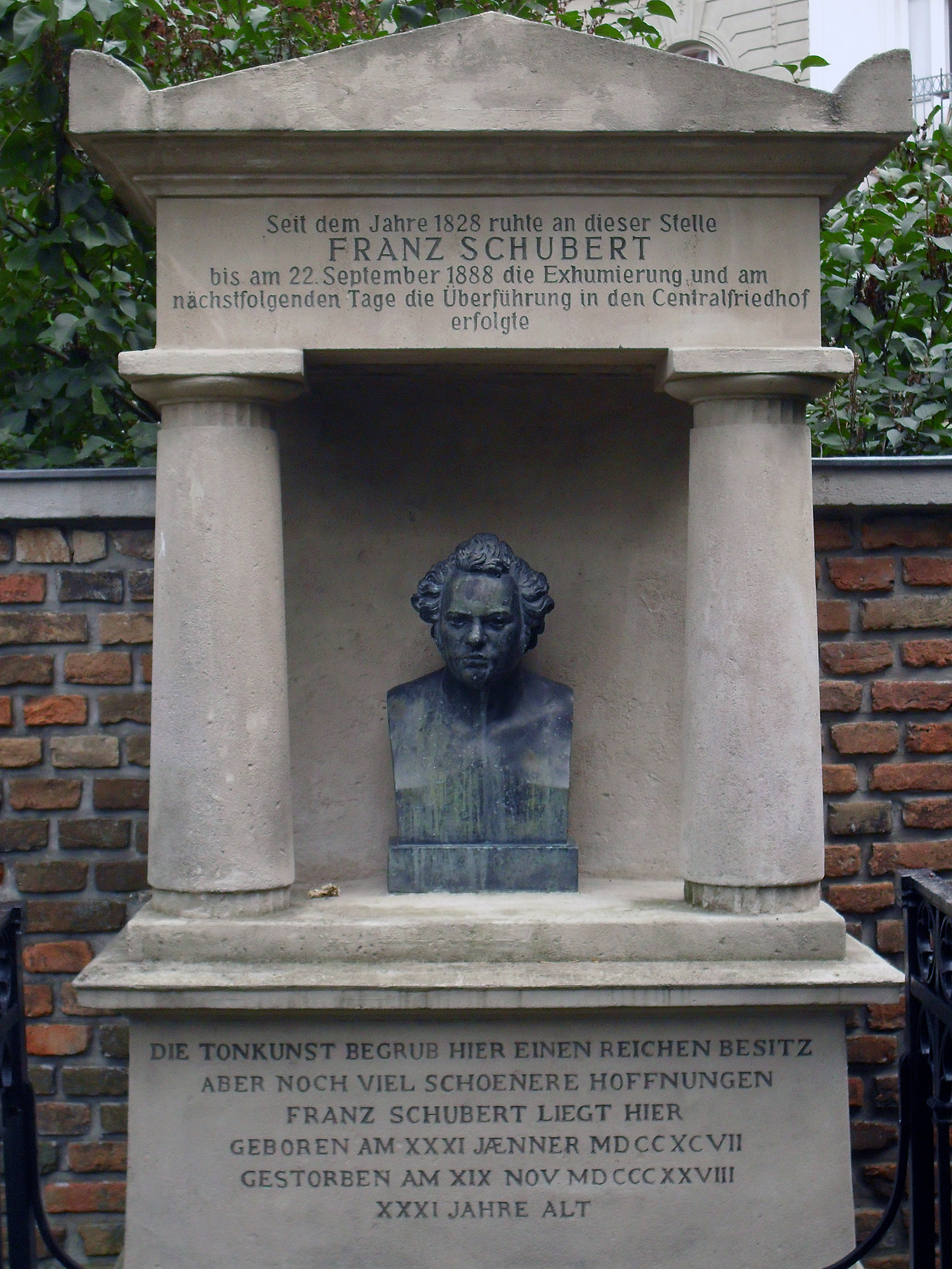
قبر فرانز شوبرت الأول في فاهرنج

في سبتمبر 1828 انتقل شوبرت للمنزل في الضاحية لاخيه فرديناند وهو مدرس ومؤلف وحافظ على جدوله المعتاد في التاليف. ثم في مطعم أحد الليالي فجاة سقطت منه الشوكة وصاح ان طعامه له مذاق السم. تضاءلت صحته من تلك اللحظة فصاعدا، اخيرا لزم الفراش، حيث صحح نسخ الناشر من «أغاني الشتاء». في 18 نوفمبر أصبح يهزي متوسلا اخيه «لا تتركني هنا، في هذا الركن تحت الأرض، الا استحق مكان فوق الأرض»، حين طمانه فرديناند انه في فراشه، اجاب شوبرت، «كلا هذا ليس صحيح، بيتهوفن لا يرقد هنا». في اليوم التالي استيقظ من النوم وادار وجهه للحائط وهمس «هنا هنا نهايتي» ومات. دفن على بعد عدة اقدام من قبر بيتهوفن.

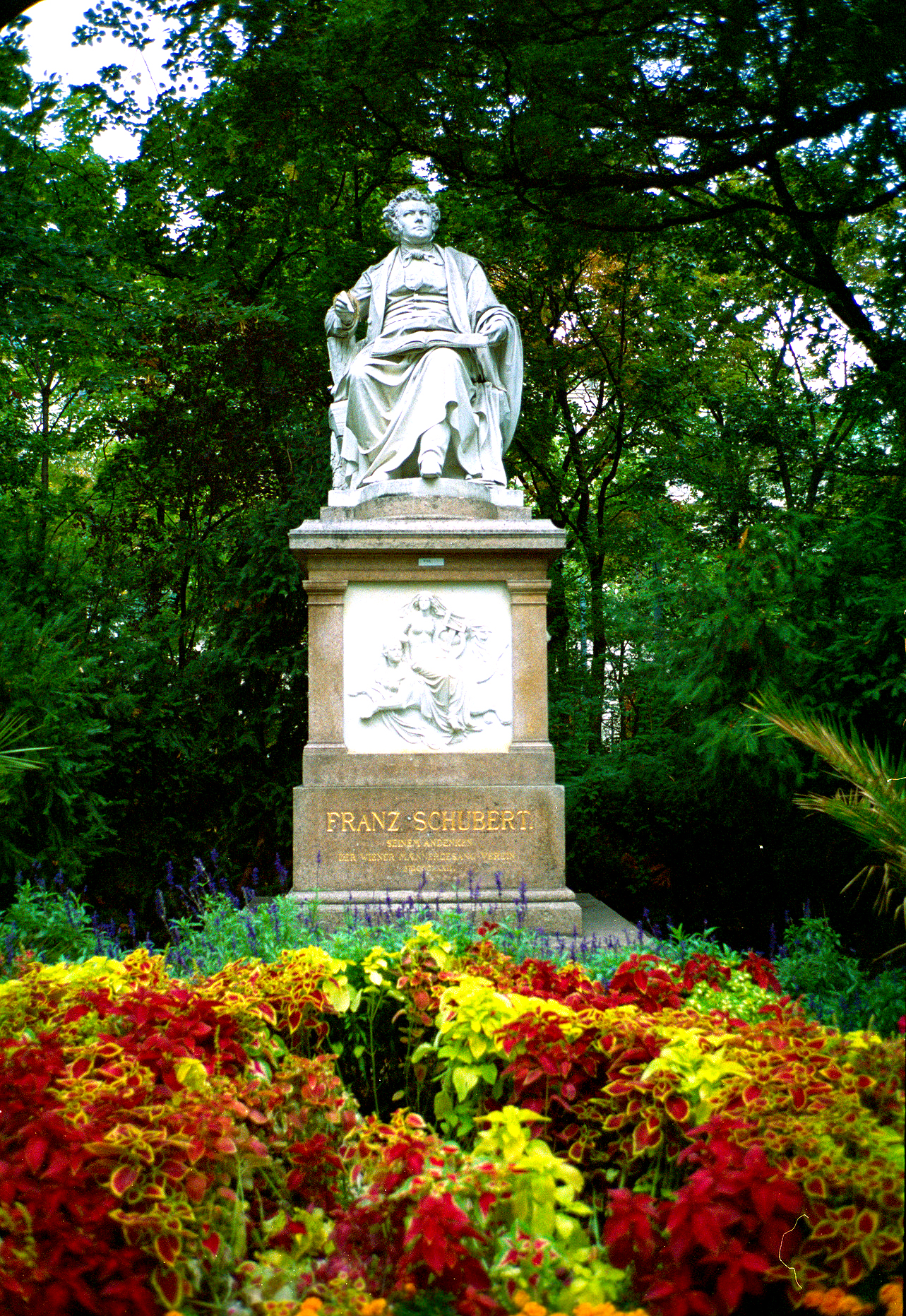
النصب التذكاري لفرانز شوبرت لكارل كوندمان في ستادبارك في فيينا

النقش على قبر شوبرت الذي كتبه الشاعر جريبارزر كالتالي «هنا فن الموسيقى دفن ملكية ثرية لكن آمال أجمل». انه اعتراف انه مات في سن 31 في منتصف الاشياء ما زال امامه الكثير ليعمله حين كان قد وجد صوته توا كمؤلف لموسيقى الالات وقد بدا يجذب الجمهور توا. لو كان عاش مثل بيتهوفن لكان على الارجح حصد كل الشرف الذي يمكن ان يمنحه السن. إذا كان النقش يقلل قيمة ما فعله شوبرت وقت وفاته، هذا مفهوم، تلخيص وفحص هذا الكم الهائل من العمل استغرق اغلب القرن التاسع عشر.

## موسيقاه
الإجمالي أخيرا وصل إلى أكثر من مائة ليد و8 سيمفونيات و22 سوناتا للبيانو و35 عمل متنوع لموسيقى الحجرة والكثير من مقطوعات صغيرة للبيانو والكثير من الأعمال لعازفي بيانو ست قداسات و15 أوبرا. ما سمعه من موسيقى الآلات كان بعضه أعمال موسيقى الحجرة والسيمفونيات (لكن ليس الأساسية)، التي عزفت أحيانا في الحفلات العامة، احيانا في القراءات الخاصة.

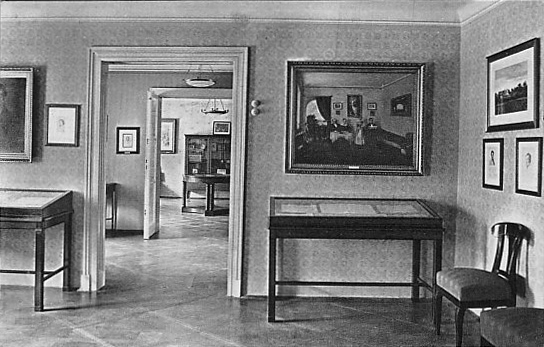
الجزء الداخلي من المتحف في محل ميلاد شوبرت في فيينا 1914

الاكتشافات الكبيرة والصغيرة ملئت العقود بعد وفاته. وجد روبرت شومان السيمفونية في مقام دو الكبير، الأخيرة والأكثر طموحا التي كتبها شوبرت في منزل أخي شوبرت فرديناند سنة 1838. نحو هذا الوقت تساءلت صحيفة من لندن بسخرية لماذا يبدو شوبرت المتوفي ينتج اغاني جديدة كثيرة للغاية في الواقع كانوا يظهرون من الدولاب والسقيفة. سنة 1865 المايسترو اخيرا استخرج السيمفونية التي لم تتم من أسنليم هوتنبرينر خلال الوعد لعزف عمل انسلم. بعد هذا في الحال الرجال الإنجليز الشباب جورج جروف (الذي الف قاموس جروف للموسيقى والموسيقيين لاحقا) وآرثر سوليفان ذهب ليبحث في فيينا عن الموسيقى التصويرية المفقودة لعزف روزامند. اخيرا كشفوا عنها – اضفة لخمس سيمفونيات وثلاثية وستابات ماتر والعديد من الاغاني.

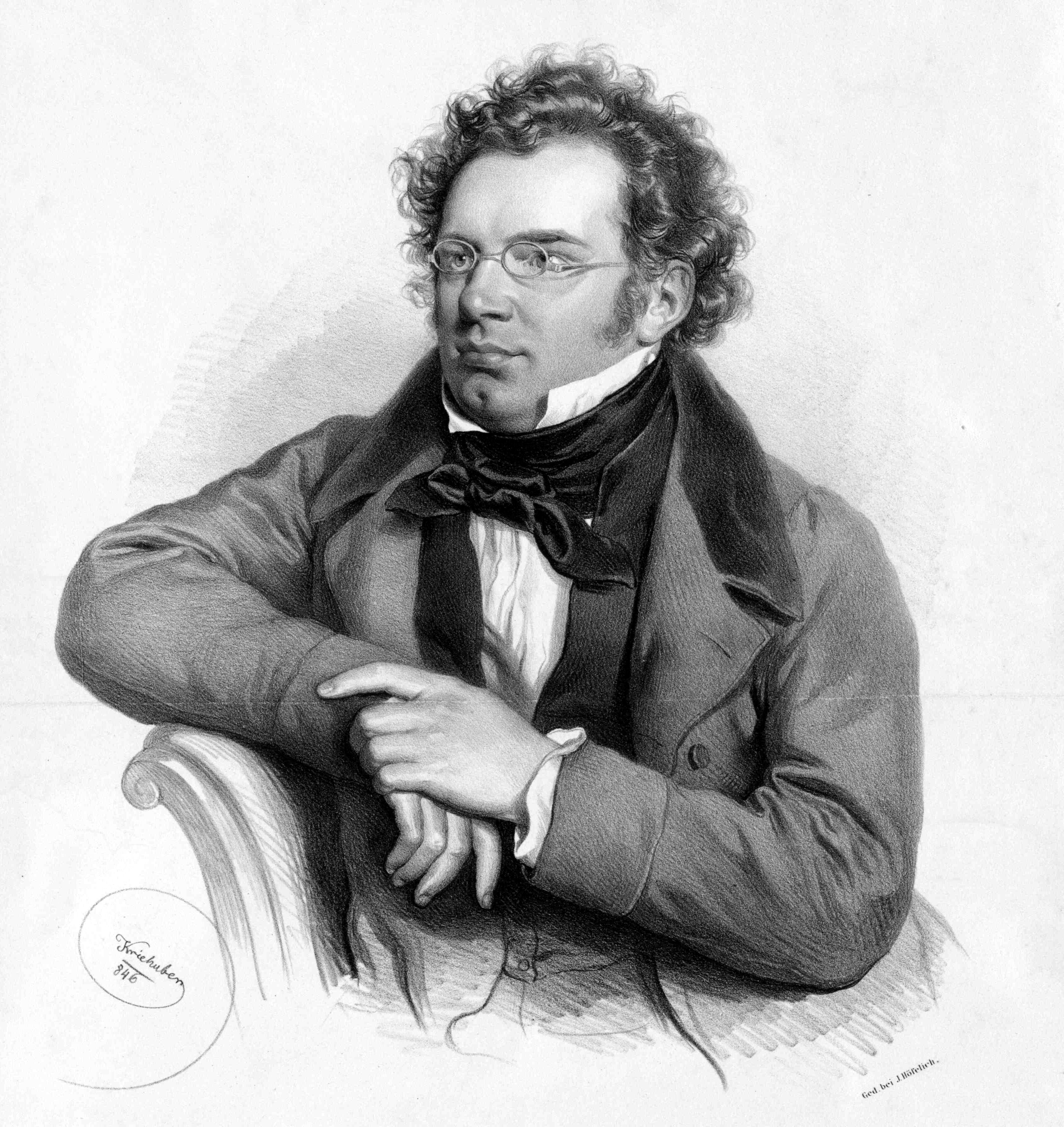
نقش حجري لجوزيف كريهبر بعد الوفاة

ما دخل في برنامج الحفلات العادية من إنتاج شوبرت هي نسبة صغيرة نسبيا لكن ما زال قدر كبير من الموسيقى. كمراهق حقق شوبرت خطوته الكبرى كمؤلف اغاني ولم يهتز قط. تدفق روائع الاغاني منسجمة عبر العمل كله رغم وجود نسبة حتمية لعمل اقل. من البداية تميزت الاغاني تتميز ببراعته في التغاير النغمي التي تسبب تغير مميز ضمن المقامات ومعظم الاغاني بالإلهام للميلودي الجميل والمعبر. لا أحد يضاهيه في العبقرية اللحنية، وتلك العبقرية تترك انطباعا عميقا (ليس منتج كليا) على كل الموسيقى الرومانسية. بتزايد المؤلفون الموسيقيون في باقي القرن يرون اللحن خاصة اللحن الغنائي المتنهد كالجواب الاساسي لكل شيء ترك شوبرت البصمة على قوة وضعف الفترة.
الضعف يظهر في الغالب في موسيقى الآلات. تطوره في هذا المجال قد يتلخص كتطور على النغمات ليحمل مقطوعة ما إلى فهم أكثر نضجا للقالب الموسيقى الكبير حيث يلعب الميلودي دورا بدلا من الدور الكامل. روبرت شومان تحدث عن «الطول السماوي» للسيمفونية الكبيرة في مقام دو الكبير (المعروفة بالعظيمة لتمييزها عن سيمفونية سابقة في نفس المقام). لكن كما أوضح النقاد، أنه أساسا مجد الألحان الذي يجعل السيمفونية سماوية، بدلا من أي موهبة تشبه بيتهوفن لابتكار الكشف السيمفوني المؤثر من الألحان والاجتياح الإيقاعي الكبير. لكن في الأعمال الآلية الأخيرة، بدأ شوبرت يجد الفصاحة واللغة لنفسر في القوالب الكبيرة، رغم أن وفاته أوقفت ذلك التطور.
فن الليد الرومانسية الألمانية لا يمكن تصوره دون شوبرت، وفي الأغاني لكل الشخصيات الأساسية نسمع أصداء صوته – في مندلسون وشومان وبرامز وهوغو وولف وريتشارد شتراوس ومالر (قارن «أغاني عابر سبيل» لمالر مع «الطحانة الحسناء» لشوبرت).
مقدمة لشوبرت قد تبدأ مع عمله الأوركسترالي، «السيمفونية التي لم تكتمل». العمل له تلوين فريد، وراء الأسلوب الميلودي والهارموني الذي يميز شوبرت. يبدأ على الأرجح ليس أول مرة في التاريخ مع خط باص في الأوكتيف لكن الأثر البغيض والمؤسف ثوري: من النغمات الأولى نسمع التعبير الرومانسي الجديد وهذا يستمر في الضجة العصبية لآلات الكمان. حين يدخل اللحن الأساسي وهو خط لحني طويل انفس، لا نسمعه في جزء واحد لكن في ازدواج للأوبوا والكلارنيت. هذا الازدواج بالكاد حدث لموتسارت: لماذا ليس الأوبوا والكلارنيت لما كليهما؟ لأن الازدواج يقدم تلون مشتاق للخط – الكلارنيت يضفي النعومة للأوبوا والأوبوا تمنح المرارة للكلارنيت. هذا النوع من التوزيع الأوركسترالي الملون الذي طوره برليوز أكثر في موسيقاه، أصبح تخصصا في العصر الرومانسي. السيمفونية التي لم تكتمل ليست فقط الأولى وواحدة من اعظم الأعمال السيمفونية للفترة، هي أيضا ضمن الأكثر ذاتية والاقل اشتقاق لبيتهوفن رغم أن اسلوبها ما زال يقوم على نموذج بيتهوفن.
التعبيرية الشديدة للسيمفونية التي لم تكتمل هي مقابلة مذهلة لخفة السيمفونية الخامسة السابقة في مقام سي بيمول الكبير التي كتبها شوبرت في سن 19. هذا الإلهام الاساسي هو موتسارت وهايدن لكن بداية من اللحن الغنائي الطويل للحركة الأولى الصوت خاص بشوبرت بوضوح. عبر العمل يوجد أسر وخفيف في اصداء القرن الثامن عشر «اسلوب الجلانت» مختلف تماما سيمفونيته الاخيرة في مقام دو الكبير المعروفة بالعظيمة وهي اقرب تناول اوركسترالي لنطاق وجدية بيتهوفن. يبدأ مع إعلان الهورن الكبير جزء من القسم الأول الضخم الذي يؤدي إلى أليجرو راقص. الحركة الثانية تتراوح بين رقصة بطيئة انيقة واقسام غنائية مثال على ميل شوبرت.لوضع حركة معا بربط نغمة تلو الأخرى. بعد اسكرتزو نشط، تعتمد الخاتمة على ايقاعات هوسية تسرع دون توقف إلى نهاية منتشية الكل يظهر التحكم الماهر لشوبرت في التغاير الامور دوما تظهر في مقامات غير متوقعة عبارات تظهر في اتجاهات هارمونية مدهشة (ميل يعود إلى «جرتشن على المغزل»).
خماسية سمك الترويت قد تكون المقطوعة الوحيدة المحبوبة لموسيقى الحجرة في برامج الحفلات. كان مكونا من خمس حركات الحركة الاضافية هي الرابعة وهي عبارة عن تنويعات على أغنية الترويت التي منحت المقطوعة كلها اسمها وكثير من شعبيتها. هذه التنويعات كان نص من التكليف، التي جاءت من عازف التشيللو صديقه الذي احب الاغنية، نص اخر كان تنويع احتاج لتشيللو منفرد لكنه ليس شيئا صعبا أكثر من اللازم. شوبرت التزم اثناء التخلي عن بعض أكثر كتاباته الميلودية الانيقة خلال العمل.
أشهر الرباعيات الوترية هي في مقام ري الصغير لسنة 1824 المعروفة باسم «الموت والفتاة» مرة أخرى بسبب لان واحدة من الحركات لها تنويعات على أغنية له بذلك الاسم كتبها قرب بداية مرضه، القليل من مقطوعاته المأساوية في النبرة. البيان الدرامي في الاوكتيف يبدا حركة اولى ذات كثافة لا تلين. الحركة الثانية تبدأ بلحن «الموت والفتاة» في خطوة بطيئة (الاغنية تعني ان الوفاة تتسلل نحو فتاة شابة)، باستثناء عدة حلقات كبرى أكثر بريقا، اللون جاد. المقامات الكبيرة والصغيرة كانت لشوبرت، ربما أكثر من أي مؤلف سابق المدلولات السعيدة – الحزينة دون تنوع التي كانت أصبحت اساسية في الموسيقى الغربية). الاسكرتزو في الرباعية ما زالت في المقام الصغير، رغم انها مع ثلاثية حزينة في المقام الكبير. بالنسبة للخاتمة يستخدم شوبرت الإيقاع المحموم للرقصة القديمة التي يعلق عليها التارنتيلا هي حركة دائرة لاهثة مع نوع من السرور الشيطاني.
اعظم انجاز له في موسيقى الحجرة وهو يساوي أي انجاز فعله أحد هو الخماسية الوترية العملاقة في مقام دو الكبير التي كتبها في اخر أشهر من حياته. إضافة تشيللو زائد للرباعي المعتاد احتفل شوبرت بالثراء الذي أضافه للنسيج. كل شيء بشأن هذا العمل يفوق العادة – بعد التعبير من أعمق مأساة للسرور الجذل للسلام المتجاوز تجدد الصوت والعمق الكونترابنطي (الأخير ليس في المعتاد واحد من اقوى مميزات شوبرت). الحركة الأولى هي كشف تدريجي غالبا يبدو عالقا بين المقام الكبير والصغير واليأس والامل المتشابكين دون فكاك، هي رحلة تاخذ السامع ابعد واعمق في حركة واحدة أكثر مما تفعل الكثير من المقطوعات الكاملة. الآهات الرقيقة هي مقدمة الحركة الثانية تنتشر بقسم أوسط عنيف ومعذب يبدو ينهض مرارا وتكرارا قبل الغرق في نهاية منهكة. ثم الاسكرتزو واحد من الأكثر اثارة التي كتبها ابدا: اللحن الاساسي هو رقصة قروية ذات سرور حاد ودافع ايقاعي وثراء رائع للبناء، القسم الأوسط هو تريو بطئ كئيب في النبرة. بدلا من العقدة المعذبة يتضح ان الخاتمة هي الأكثر بهجة من حياة شوبرت. قبل نهاية العمل مثلما مع القليل من الأخرى، نشعر على المرء السفر مسافة واسعة – موسيقيا وعاطفيا وروحانيا.
ضمن أعمال البيانو الاصغر سلسلتين من مقطوعات عاطفية اثرت على أعمال شبيهة خلال القرن، الاثمانية ارتجالات وست لحظات موسيقية كلها مع كم كبير من ميلودي ميز شبورت وكتابة عبقرية للبيانو (مع بعض مزاياه الأخرى منها العذوبة والتجوال). أكثر أعماله التي يحبها العازفون الماهرون هي الفانتازي «المتجول» قسمها الثاني يعتمد على عمل اخر من اغانيه.
على افق 22 من سوناتا للبيانو هي اخر ثلاثة في مقام دو الصغير ولا الكبير وسي بيمول الكبير، الاخيرة هي الابرع من أعماله للبيانو. السوناتا في مقام سي بيمول وهو عمل نشر بعد وفاته هي الحال أكثر عمل يحمل طابع بيتهوفن في سوناتاته وأكثر عمل ذاتي له. تبدأ مع واحدة من أكثر الحانة الغنائية الكبيرة والجميلة ذلك المزاج للجمال الهادئ يدوم عبر العمل كله. تنقسم الحركة الثانية إلى 3 اقسام كبيرة، القسم الأوسط هو لحن اخر مستدام، الأقسام الخارجية هي تسلسل بسيط من التآلفات التي تتحول باستمرار في اتجاهات هارمونية جديدة التي تبدو ثابتة في حالة اليأس المصيري. المزاج يبدأ باسكرتزو حزين، ثم الحركة الاخيرة خفيفة في المزاج، مع الأنماط الهارمونية المحكمة. مثلما مع الخماسية في مقام دو الكبير، يوجد طابع معين بشأن السوناتا في مقام سي بيمول كأن (وربما كان كذلك) شوبرت عرف أنه أوشك أن يموت.
أخيرا نصل إلى الليد، قلب وروح شوبرت. تقريبا أي مجموعة مسجلة ستكشف عن تنوعه الذي لا يضاهيه شيء في الأفكار والمصاحبات والنسيج، يغلف كل إشارة تدل على العاطفة مع موهبته اللحنية والهارمونية الراقية. تحدثت عن النسيج الدرامي لأغنية ملك المراعي وجرتشن على المغزل العاطفية. عكس هذا الأثر الخالي من الفن لأغنية الزهرة البرية لغوته، التي دخلت ضمن أغاني شوبرت الأخرى بالكامل في حياة الناس حتى أن معظمهم أفترض أنها أغنية شعبية. تلك الليد مثل الكثير لشوبرت ستخدم الشكل المستخدم في الأغنية الشعبية، كل بيت شعر يتخذ نفس النغمة (أحيانا مع مصاحبة متغيرة، أحيانا مع تغييرات بين المقامين الصغير والكبير). في أوقات أخرى يستخدم تناول عميق حيث تنكشف الأغنية بحرية، متبعة الكلمات، الكل يرتبط معا خلال علاقات لحنية وهارمونية ضمن هذا النوع (ملك المراعي) والمقطوعة الليلية التي تشبه الترنيمة التي يغنيها رجل عجوز يرحب بالموت. أغنية أخرى مذهلة واحدة من المجموعة الأخيرة التي صنفت اخيرا معا باغنية الوداع هي تشبه ما كتبه هاينه: ضمن الهارمونيات الحالمة البطيئة المغني يروي عن شخص شبحي يراه واقفا أمام منزل محب عجوز، يقترب أكثر يكتشف أن الشخص هو نفسه ويصيح «أخي الشاحب لماذا تسخر من ألام الحب التي عذبتني لليالي كثيرة، منذ وقت طويل» الموسيقى تساوي المشهد في العذاب الكابوسي.
بما أن شوبرت لم يبتكر الليد لكن بدأ تقليده الكبير، كذلك فعل مع مجموعة الأغاني، متصلة لليد التي تحدد قصته. مع كلمات الشاعر الأقل أهمية فيلهلم مولر، «الطحانة الحسناء» تروي عن طحانة شابة تهيم في الغابة التي تبدأ العمل في طاحونة، لكن يقع دون أمل في حب ابنة طحانة أخيرا تتخلى عن صائد وسيم. في يأسه يلقي بنفسه في الجدول، الذي يغني له ليرتاح مع هدهدة رقيقة. ليس فقط يملأ شوبرت هذه الحكاية العاطفية بالموسيقى المدهشة، يجعل سذاجتها تنجح معه بابتكار نوع من الأسلوب الشعبي، الأغاني تنكشف ببراءة ظاهرية جديدة في الحين يصاغ كل شيء مع أعلى تقدم. (دائما همهمة لحن لشوبرت تؤدي إلى التحويرات النغمية). مثلما مع قدر قدر كبير من أعمال هايدن والمؤلفين الآخرين الذين لا يهتمون بالتباهي، هذا العمل مثال على الفن الذي يخفي الفن. حين تؤدي «الطحانة الحسناء» بشكل سيء تبدو ساذجة، وعند أداءها جيدا، تبدو عملا مبتكرا عميقا.
يمكن قول نفس الشيء عن المجموعة الأخرى الكبيرة لقصائد مولر «رحلة الشتاء». هذه الأغاني كتبت في آخر شهور لحياة شوبرت، في ظل الموت، وتعرضه من البداية للنهاية. الشاعر يهيم دون هدف في منظر طبيعي مثلج يسعى للدفء والراحة، حيث يجد فقط أشباح وخواء. هو الغريب للأبد، تاه في غابة العالم. النهاية، حيث يخاطب شخصا غامضا في أغنية غريبة واحدة من أكثر اللحظات الحزينة في كل الموسيقى. مثلما مع أحد لحظات الوداع العديدة لشوبرت لحياته الرائعة ستكون وداع لنا كذلك.

## أعماله
شوبرت قام بكتابة أكثر من 600 عمل موسيقي، العدد الأكبر منها كان أغانٍ، كما قام بتأليف 7 سمفونيات كاملة بالإضافة إلى سمفونيتين لم تكتملا، وعدد كبير من العزف المنفرد على البيانو تضمُّ 21 لحناً والعديد من الرقصات، وسلسلة من الدويتو للبيانو و 30 موسيقى كلاسيكية إضافةً إلى 6 كورالات كنائسية و5 أعمال أوبرالية.
- أفي ماريا (شوبرت)

## هوامش
1. ↑   https://www.geschichtewiki.wien.gv.at/Franz_Schubert. اطلع عليه بتاريخ 2023-06-21. {{استشهاد ويب}}: |url= بحاجة لعنوان (مساعدة) والوسيط |title= غير موجود أو فارغ (من ويكي بيانات) (مساعدة)
2. ↑  Н. С. (1900). "Салиери, Антонио". Энциклопедический словарь Брокгауза и Ефрона. Том XXVIIIа, 1900 (بالروسية). XXVIIIа: 131. QID:Q24498307.
3. ↑  аноним (1900-е годы). "Сальери". Музыкальный словарь Римана, 1901–1904 (بالروسية). 3: 1160–1161. QID:Q27773207. {{استشهاد بدورية محكمة}}: تحقق من التاريخ في: |publication-date= (help)
4. ↑  Franz Mayröcker (1968), Von den Stillen im Lande: Pflichtschullehrer als Dichter, Schriftsteller und Komponisten (بالألمانية), Wien, pp. 99–105, QID:Q106508314{{استشهاد}}:  صيانة الاستشهاد: مكان بدون ناشر (link)
5. 1 2 3 4 5 6  The Vintage Guide to Classical Music by Jan Swafford

## روابط خارجية
- فرانز شوبرت على موقع IMDb (الإنجليزية)
- فرانز شوبرت على موقع الموسوعة البريطانية (الإنجليزية)
- فرانز شوبرت على موقع ألو سيني (الفرنسية)
- فرانز شوبرت على موقع ميوزك برينز (الإنجليزية)
- فرانز شوبرت على موقع قاعدة بيانات برودواي على الإنترنت (الإنجليزية)
- فرانز شوبرت على موقع إن إن دي بي (الإنجليزية)
- فرانز شوبرت على موقع أول ميوزيك (الإنجليزية)
- فرانز شوبرت على موقع ديسكوغز (الإنجليزية)
- فرانز شوبرت على موقع قاعدة بيانات الفيلم (الإنجليزية)